# Enterprise Europe Network
Le réseau Enterprise Europe Network (EEN) est un réseau européen actif d'aide aux entreprises, en particulier des petites et moyennes entreprises, à travers l'Union européenne. Il a pour but d'informer, de conseiller et d'assister ces entreprises dans toutes les phases de leur développement afin qu'elles puissent au mieux bénéficier des avantages du marché unique européen.
Le réseau Enterprise Europe Network a été lancé le 7 février 2008 par le vice-président de la Commission européenne Günter Verheugen et est fondé sur les précédents réseaux d'Euro Info Centre et des centres relais innovation. Le réseau est constitué de plus de 600 organisations (Chambres de commerce, agences de développement, etc.) actives dans plus de 50 pays d'Europe et au-delà. Il est cofinancé par la Commission européenne dans le cadre du Programme pour la Compétitivité et l’Innovation (CIP).
Les principaux services offerts par le Réseau Enterprise Europe sont :
- l'accompagnement des petites et moyennes entreprises dans leur positionnement sur le marché européen ;
- l'aide à l'accès aux financements de l'Union européenne (Horizon 2020, CIP, COSME, etc.) ;
- et le conseil en réglementation européenne (marquage CE, détachement de travailleurs, réglementation environnementale, TVA intracommunautaire, etc.)